# Proechimys mincae
Proechimys mincae é uma espécie de roedor da família Echimyidae.
É endêmica do norte da Colômbia, onde é encontrada apenas na região de Sierra Nevada de Santa Marta.